# Xá lị
Xá-lị hay xá-lợi (tiếng Phạn: शरीर sarira; chữ Hán: 舍利) là những hạt nhỏ có dạng viên tròn trông giống ngọc trai hay pha lê hình thành sau khi thi thể được hỏa táng hoặc thân cốt sau khi viên tịch của các vị cao tăng Phật giáo. Trong kinh Đại Bát Niết Bàn thì xá-lị của Đức Phật còn được gọi là dhātu. Xá-lị được lưu giữ với mục đích để tỏa ra 'phước lành' hoặc 'ân sủng' (tiếng Phạn: adhiṣṭhāna) trong tâm trí và kinh nghiệm của những người có liên hệ với nó. Xá lị cũng được tin có khả năng xua đuổi tà ác trong truyền thống Phật giáo Himalaya.

## Tên gọi
Danh từ Xá Lợi do âm tiếng Phạn là Sàrìrikadhàtu. Trước đó nói đến Xá Lợi, người ta nghĩ đến Xá Lợi của Đức Phật. Sau này có những vị tăng và sư đắc đạo, sau khi làm lễ trà tỳ, đệ tử cũng thu được nhiều xá lị. Tất cả những đồ dùng là di tích của Phật và các vị tăng như y, bình bát, tích trượng, v.v. đều gọi là xá lị. . Trong kinh tạng Pali thường đề cập đến Xá Lợi Xương, Xá Lợi Răng và Ngọc Xá Lợi.Không hề có khái niệm nào gọi là xá lợi tóc vì Đức Phật, các vị Bồ Tát và các bậc cao tăng khi viên tịch đều đã xuống tóc quy y.
Các sách của Phật giáo có ghi rõ: sau khi đức Phật tạ thế, thi thể ông được hoả táng, sau đó trong tro cốt người ta thu được nhiều viên cứng, có những viên trong suốt, long lanh như ngọc, đựng đầy trong 8 hộc 4 đấu. Người ta gọi đó là xá lợi.
Trong các lịch đại cũng đều có hiện tượng "xá lợi" của các chư tăng: pháp sư Quang Âm viên tịch tại Đài Loan năm 1975, di thể ngài để lại hơn 1.000 viên xá lợi màu nâu lấp lánh, viên to nhất có đường kính tới 4 cm, hơn 30 viên có đường kính 3 cm. Pháp sư Hồng Thuyên ở Singapore, viên tịch tháng 12/1990, tro cốt có tới 450 viên giống như thủy tinh các màu: hồng, trắng, bạc, vàng, nâu, đen... có viên còn lấp lánh như đá hoa cương.

## Nguyên nhân hình thành
Hiện nay, khoa học chưa lý giải được nguyên nhân hình thành xá lợi. Có nhiều giả thuyết giải thích sự hình thành của xá lị như:
- Hình thành từ thói quen ăn uống đồ chay: Các nhà sư do thói quen ăn chay, thường xuyên sử dụng một khối lượng lớn chất xơ và chất khoáng, quá trình tiêu hóa và hấp thu rất dễ tạo ra các muối phosphate và cacbonat. Những tinh thể muối đó tích lũy dần trong các bộ phận của cơ thể và cuối cùng biến thành xá-lị. Tuy nhiên, giả thuyết này có phần không hợp lý vì có nhiều người ăn chay dù không theo đạo Phật, hoặc nhiều Phật tử cũng ăn chay nhưng thi hài của họ không hề có xá lợi như các cao tăng Phật giáo.
- Hình thành do bệnh lý: Một số nhà khoa học cho rằng, có thể xá lị là một hiện tượng có tính bệnh lý, tương tự như bệnh sỏi thận, sỏi bàng quang, sỏi mật... Giả thuyết này được xem là thiếu hợp lý nhất, vì các viên sỏi thận, sỏi mật không hề có hình dạng tròn đều và màu sắc lấp lánh như nhiều viên xá lợi có được. Mặt khác, đây là các chứng bệnh có nhiều người mắc phải nhưng thi hài của họ không hề có xá lợi, ngược lại nhiều cao tăng Phật giáo đến khi viên tịch vẫn không hề mắc các chứng bệnh trên, nhưng di thể của họ lại có xá lợi. Giả sử trong cơ thể của một người có hàng ngàn viên cứng như sắt đá thì nhất định hoạt động sinh lý trong cơ thể sẽ rối loạn và dẫn tới bệnh tật, còn ở các vị cao tăng có xá lợi, họ đều không có bệnh mà chỉ viên tịch do lão hóa cơ thể.
- Theo ba nhà vật lý Holden, Phakey và Clement thuộc đại học Monash, Melbourne, Úc trên tạp chí Khoa học pháp y quốc tế số tháng 6/1995, thấy cho rằng trong quá trình tinh thể hóa xương do hỏa táng, các tinh thể hình dạng khác nhau sẽ được hình thành nếu quá trình hỏa táng ở nhiệt độ thích hợp. Họ đã theo dõi quá trình tinh thể hóa xương đùi của những người từ 1 tới 97 tuổi trong dải nhiệt độ 200 - 1.600 °C trong khoảng thời gian 2, 12, 18 và 24 giờ. Kết quả là sự tinh thể hóa các khoáng trong xương (chiếm 2/3 trọng lượng xương) bắt đầu xuất hiện từ nhiệt độ 600 °C với nhiều hình dạng khác nhau: hình cầu, lục giác, hạt nhỏ và hình dạng không đều. Các hạt nhỏ đó có thể kết tinh thành các khối lớn hơn trong khoảng 1.000 - 1.400 °C. Và khi nhiệt độ đạt tới 1.600 °C, các khối tinh thể bắt đầu tan chảy.[4] Như vậy, nếu điều kiện hỏa táng thích hợp, xá lợi có thể xuất hiện do quá trình tinh thể hóa các khoáng vốn có rất nhiều trong xương người.
- Còn có 1 quan điểm khác cho rằng Xá lợi được tạo ra nhờ sự tôi luyện dẫn dắt chân khí qua ngồi thiền (khi cảm giác lên 1 điểm nào đó trong cơ thể xuất hiện tức là chân khí có đi qua điểm đó, hãy nghĩ nó như dòng điện sinh học). Các cao tăng tu luyện đến mức cao có thể dẫn dắt chân khí đi một cách đều đặn, luân chuyển khắp cơ thể, từ đó có thể tạo ra các xá lợi. Do đó không nhất thiết phải các cao tăng mới có xá lợi mà chỉ cần người bình thường có sự tập luyện thiền đến mức độ cao cũng có thể có được.
- Theo quan điểm tâm linh của Nhà Phật thì cho rằng xá lị là kết quả của quá trình tu hành và khổ luyện và là kết quả của quá trình tu dưỡng đạo đức, chỉ xuất hiện ở những người có tấm lòng đại từ đại bi, luôn làm việc thiện.

## Những mẫu vật
Theo kinh sách của đạo Phật, khi đức Phật Thích Ca Mâu Ni nhập Niết bàn, thi thể Phật Thích Ca được các đệ tử hỏa táng. Sau khi lửa tàn, người ta tìm thấy trong tro có rất nhiều tinh thể trong suốt, hình dạng và kích thước khác nhau, cứng như thép, lóng lánh và tỏa ra những tia sáng muôn màu, giống như những viên ngọc quý, tất cả được 84.000 viên, đựng đầy trong 8 hộc và 4 đấu.
Trước đây nhiều người không theo Phật giáo không tin là có xá-lợi Phật, họ cho rằng đó chỉ là truyền thuyết. Mãi đến năm 1898, ông William Claxton Peppé, người Pháp, tiến hành khảo cổ tại vùng Pīprāvā (huyện Siddharth Nagar, bang Uttar Pradesh, Ấn Độ), gần Lumbini ở phía nam Nepal, đã tìm thấy một cái hộp bằng đá khá lớn, trong đó có chứa hai chiếc bình bằng đá và vài dụng cụ bằng đá khác như tách trà. Hai bình đá một lớn một nhỏ đều có chứa những viên xá-lợi. Bình đá nhỏ dạng hình cầu, chia thành hai phần thượng hạ. Nửa phần trên có hình tay cầm, khắc niên đại của vua Asoka và nội dung của nó như sau: "Đây là xá-lợi của Đức Phật. Phần xá-lợi này do bộ tộc Śākya, nước Śrāvastī phụng thờ". Chiếc bình đã chứng minh nội dung trong kinh Đại Bát Niết Bàn (Trường bộ) và rải rác ở những bộ kinh khác về việc phân chia xá-lợi của Phật Thích Ca thành 8 phần cho 8 quốc gia cổ đại Ấn Độ sau khi Phật nhập Niết-bàn hoàn toàn là sự thật.

## Trong lịch sử Việt Nam

Toàn thân xá lợi thiền sư Vũ Khắc Minh được thờ tại chùa Đậu

Xá lợi cũng được ghi chép trong lịch sử Việt Nam. Theo Đại Việt Sử Ký Toàn Thư, sau khi Phật hoàng Trần Nhân Tông viên tịch, đệ tử là Pháp Loa "thiêu được hơn ba ngàn hạt xá lỵ mang về chùa Tư Phúc ở kinh sư." Theo Thánh đăng ngữ lục và Tam tổ thực lục, xá lợi của Điều ngự được Trần Anh Tông chia làm ba phần, tôn trí vào ba nơi: lăng Quy Đức (phủ Long Hưng), bảo tháp Huệ Quang tại chùa Hoa Yên (Yên Tử) và chùa Phổ Minh (Thiên Trường).
Quan điểm xá lị đã được Ngô Sĩ Liên giải thích trong Đại Việt Sử Ký Toàn Thư - Bản Kỷ - Quyển II thời Lý Thái Tông như sau: "Thuyết nhà Phật gọi xá lỵ là tinh túy do tinh khí tụ lại, khi đốt xác, lửa không đốt cháy được cho nên gọi là bảo. Tương truyền người nào học Phật thành thì thân hóa như thế. Có lẽ vì sự đoạn tuyệt tình dục thì tinh khí kết lại thành ra như thế ấy. Người đời không thường thấy, cho là lạ, có biết đâu là tinh khí dương tụ lại mà thành thôi." Tóm lại, Ngô Sĩ Liên cho rằng xá lợi là do việc kiêng tình dục ở các vị sư tạo nên, cách giải thích này ngày nay được cho là không hợp lý (vì nếu đúng thì lẽ ra các thái giám cũng phải có xá lợi vì họ không có quan hệ tình dục).
Hiện nay nhiều nơi còn lưu giữ toàn thân xá lợi (nhục thân không bị hủy hoại) của các vị cao tăng, như chùa Đậu có toàn thân xá lợi của 2 thiền sư Vũ Khắc Minh và Vũ Khắc Trường, chùa Tiêu có toàn thân xá lợi của thiền sư Như Trí,...
Năm 1963, để chống lại chính sách đàn áp Phật giáo của chế độ Mỹ Diệm, hòa thượng Thích Quảng Đức đã tự thiêu. Thi hài ông được hỏa táng sau đó, nhưng trái tim của ông không hề bị thiêu cháy mà vẫn còn mềm, nóng, rồi mới nguội dần và cứng lại, biến thành một viên Xá lợi lớn, màu nâu thẫm. Khoảng 100 đệ tử có mặt trong lễ hỏa táng đã tận mắt chứng kiến hiện tượng lạ lùng đó. Đây cũng là một hiện tượng chưa ai giải thích được. "Trái tim xá lợi" được thỉnh về chùa Xá Lợi rồi mang sang chùa Việt Nam Quốc Tự để bảo vệ, vẫn còn tồn tại cho đến ngày nay.